# 6·25 사이버 테러
6·25 사이버 테러는 2013년 6월 25일 청와대를 비롯한 다수의 기관을 대상으로 일어난 정보 보안 사고다. 사이버 테러를 감행한 해커는 새누리당원 250만명, 군장병 30만명, 청와대 홈페이지 회원 10만명, 주한미군 4만여명의 개인정보를 탈취했다고 밝혔고, 청와대는 6월 28일 사과공지를 올렸다.

## 개요
2013년 6월 25일 오전 9시 10분경 청와대 홈페이지 및 주요 정부기관, 언론사 등에 웹 사이트 변조, 분산서비스거부(DDoS), 신상정보 유출 등의 공격이 수행되었다. 청와대 홈페이지 등에 접속하면 '위대한 김정은 수령', '통일대통령 김정은 장군님 만세! 우리의 요구조건이 실현될 때까지 공격은 계속될 것이다. 우리를 맞이하라. 위 아 어나니머스(We Are Anonymous)' 등의 문구와 박근혜(박정희 딸)의 사진이 나타났다.
정부는 25일 오전 10시 45분 사이버 위기 '관심' 경보를 발령했으며, 오후 3시 40분 다시 '주의'로 격상했다. 청와대는 6월 28일 사과공지를 올렸다.
미래창조과학부는 7월 16일 6·25 사이버공격이 3·20 사이버테러 등 과거 북한의 해킹 수법과 일치한다고 밝혔다. 그러나 공격 대상에는 일본에서 운영되는 조선중앙통신 사이트 및 대표적인 북한의 대남선전 사이트 등도 포함되어 있었으며, 해당 해커집단은 북한의 군 고위 간부 20여명의 인적사항 공개와 함께 북한의 미사일, 무기 등 수만건의 자료 공개를 예고한 바 있다.

## 기타
한국 내셔널지오그래픽채널은 2013년 10대 키워드 중 하나로 사이버테러를 발표했는데, 선정이유로 본 사건과 3·20 전산 대란을 들었다.